# Septième collège du Nord (Bergues) de 1831 à 1848
Le 7e collège du Nord (Bergues) était l'une des 12 circonscriptions législatives françaises que comptait le département du Nord pendant la Monarchie de Juillet.

## Description géographique et démographique
Le 7e collège du Nord (Bergues) était situé à la périphérie de l'agglomération Dunkerquoise. Située entre la Belgique et le Pas-de-Calais, la circonscription est centrée autour de la ville de Bergues. 
Elle regroupait les divisions administratives suivantes : Canton de Bergues ; Canton de Bourbourg ; Canton de Gravelines ; Canton d'Hondschoote et le Canton de Wormhout.

## Historique des députations
| Législature    | Début de mandat | Fin de mandat    | Député élu                | Parti politique        | Observations                                   |
| -------------- | --------------- | ---------------- | ------------------------- | ---------------------- | ---------------------------------------------- |
| 2e législature | 5 juillet 1831  | 21 novembre 1832 | Paul André Louis Lemaire  | Majorité conservatrice | donna sa démission au cours de la législature. |
| 2e législature | 7 janvier 1833  | 25 mai 1834      | Alphonse de Lamartine     | Légitimiste            |                                                |
| 3e législature | 21 juin 1834    | 3 octobre 1837   | Alphonse de Lamartine     | Opposition légitimiste |                                                |
| 4e législature | 3 mars 1838     | 2 février 1839   | Louis de Hau de Staplande | Opposition légitimiste |                                                |
| 5e législature | 2 mars 1839     | 12 juin 1842     | Louis de Hau de Staplande | Opposition légitimiste |                                                |
| 6e législature | 9 juillet 1842  | 6 juillet 1846   | Louis de Hau de Staplande | Opposition légitimiste |                                                |
| 7e législature | 1er août 1846   | 24 février 1848  | Louis de Hau de Staplande | Opposition légitimiste |                                                |